# Viale Gediminas

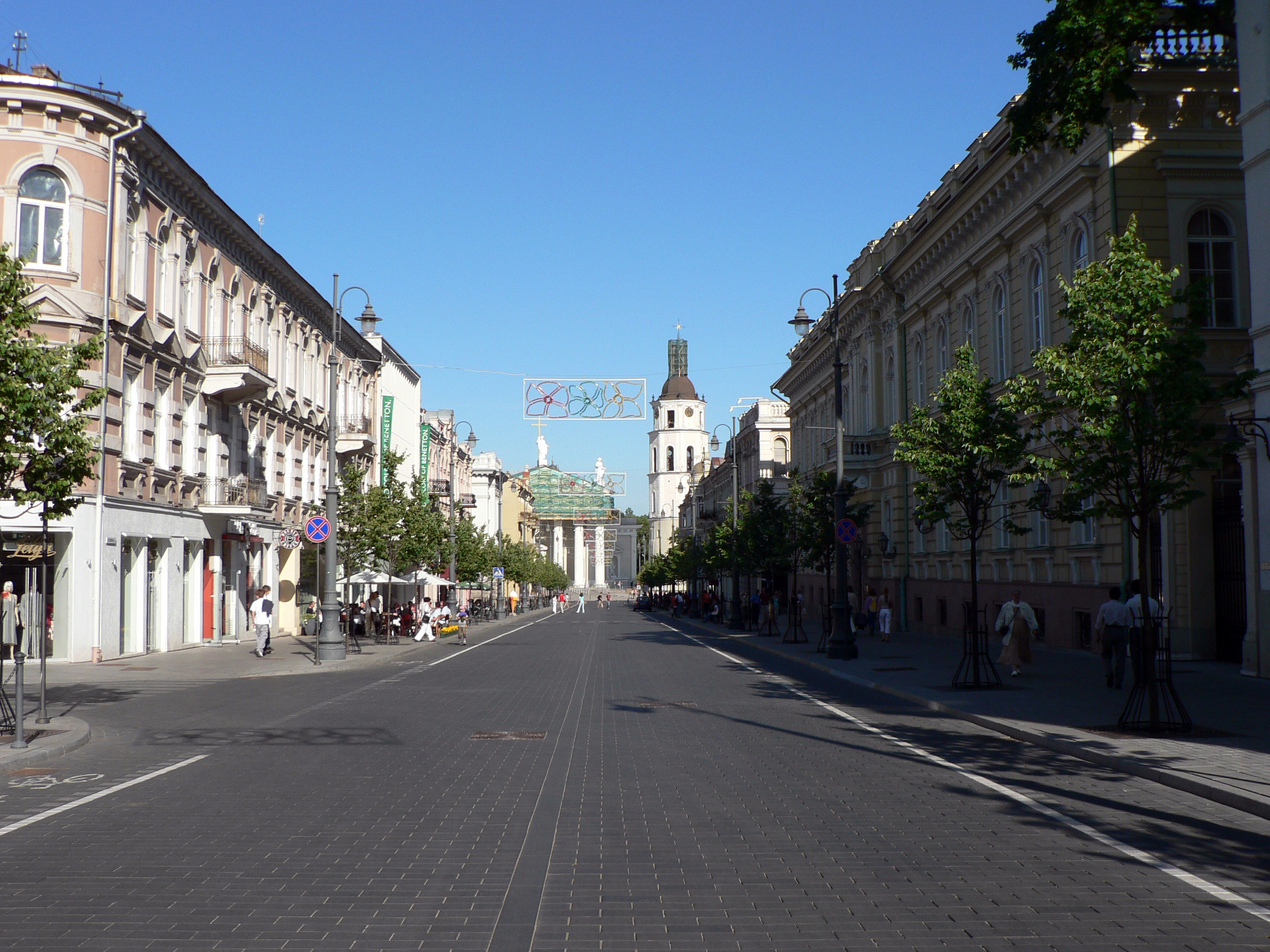
Veduta di viale Gediminas in direzione della Piazza della Cattedrale

Viale Gediminas (in lituano Gedimino prospektas) è la strada principale di Vilnius, dove si concentrano la maggior parte delle istituzioni governative della Lituania, compresa la sede dell'esecutivo, il parlamento, la Corte costituzionale e alcuni ministeri. È altresì la sede di istituzioni culturali come il teatro drammatico nazionale lituano, la Banca di Lituania, l'Accademia lituana di musica e teatro e la Biblioteca nazionale Martynas Mažvydas. Famosa via dello shopping e dei ristoranti, è un'isola pedonale parzialmente percorribile di giorno, mentre la sera l'accesso ai veicoli risulta vietato.
Il nome si deve al granduca di Lituania Gediminas e la strada congiunge il ponte Žvėrynas sul fiume Neris, localizzato vicino al palazzo del Seimas, con la Piazza della Cattedrale e il complesso dei castelli cittadini, transitando per piazza Lukiškės. Collega inoltre la città vecchia con Žvėrynas.

## Storia
La strada, costruita nel 1836, era inizialmente conosciuta come Piazza San Giorgio, via Mickiewicz (in polacco ulica Mickiewicza), quando Vilnius era in mano polacchi (1922-1939) e via Adolf Hitler durante l'occupazione della Germania nazista. All'inizio dell'occupazione sovietica nel 1940 si chiamava viale Stalin, ma fu in seguito ribattezzato come viale Lenin. La denominazione attuale fu adoperata dal 1939 al 1940 e dal 1989 ad oggi. In epoca sovietica, il viale è stato utilizzato per dimostrazioni e parate militari in onore della Festa dei lavoratori il 1º maggio e della commemorazione della Rivoluzione d'ottobre il 7 novembre.
Una parte del viale dalla Cattedrale di Vilnius alla piazza Vincas Kudirka è stata completamente ricostruita prima della celebrazione del 750º anniversario dell'incoronazione di Mindaugas nel 2003: in tale occasione, si realizzò un parcheggio sotterraneo (il primo ultimato in Lituania) sotto la piazza del comune e la ristrutturazione di tutti i tipi di condutture e cavi di comunicazione sotto la strada: durante gli scavi sono stati rinvenuti alcuni reperti archeologici che ora sono esposti in alcune teche presenti nel parcheggio. Si piantarono inoltre più di 100 nuovi alberi e furono ricostruiti anche altri tratti del viale; i lavori vennero completati nel 2009.

## Galleria d'immagini

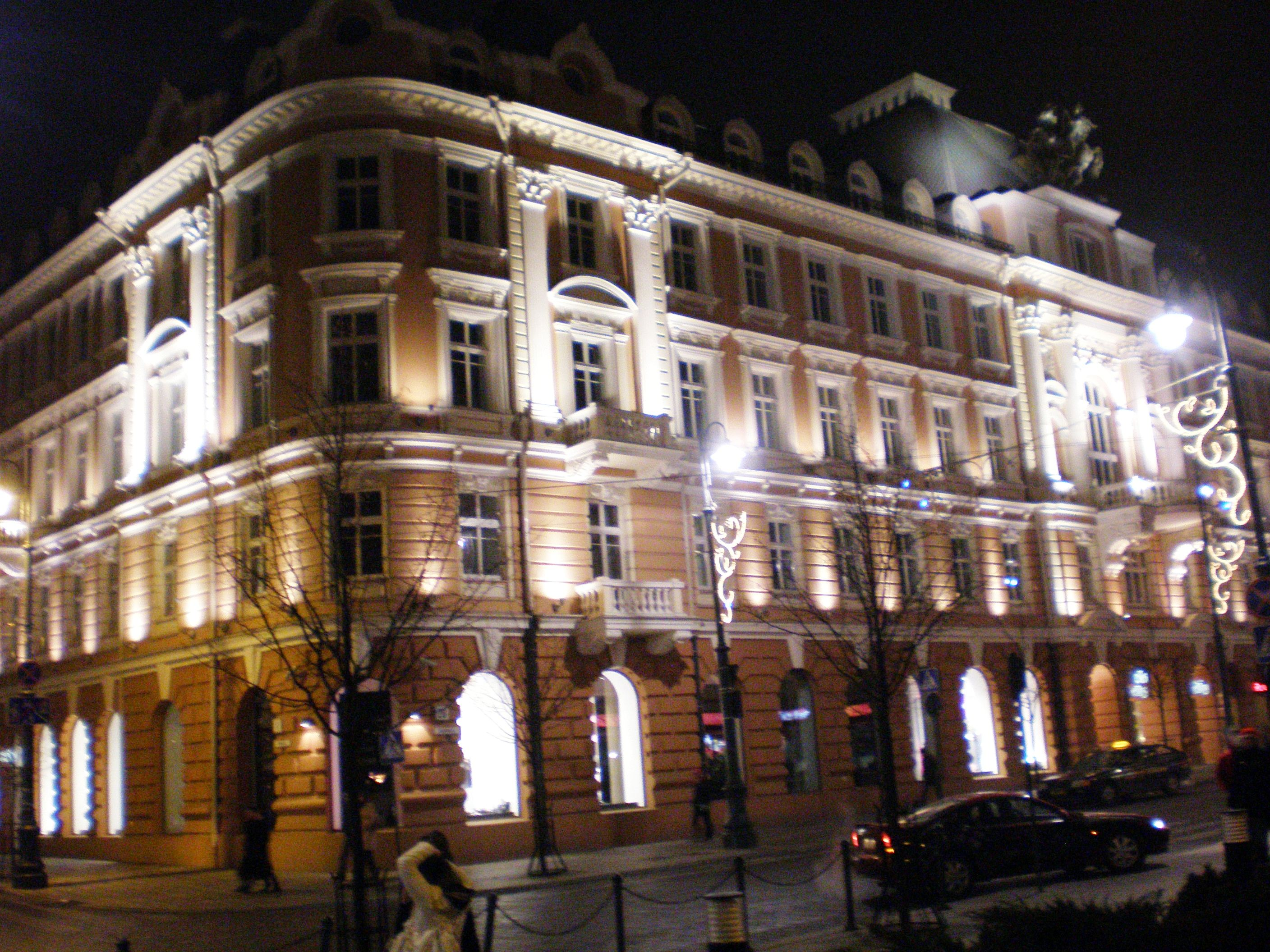
Una parte del viale di notte
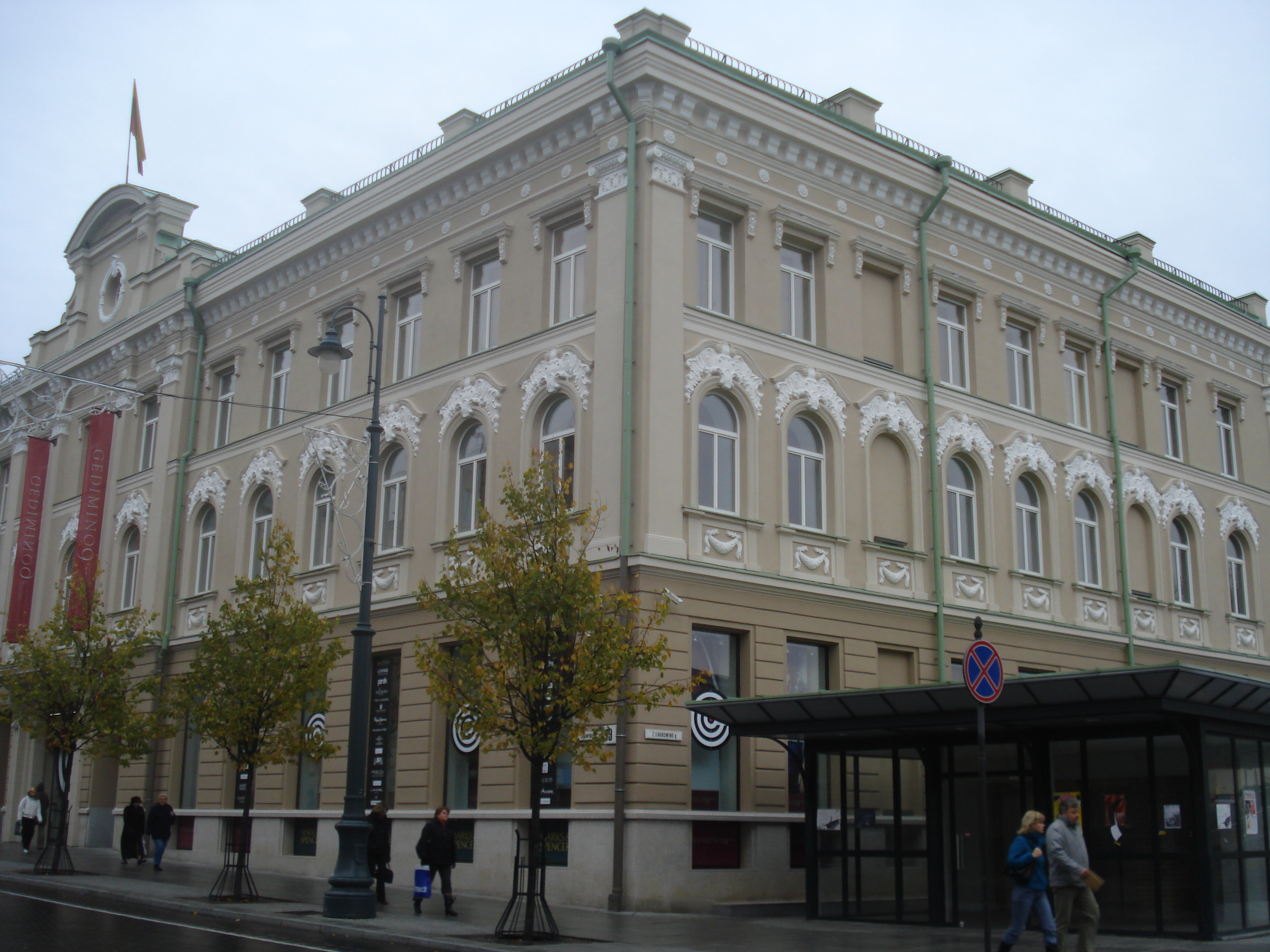
Il centro commerciale "Gedimino 9"
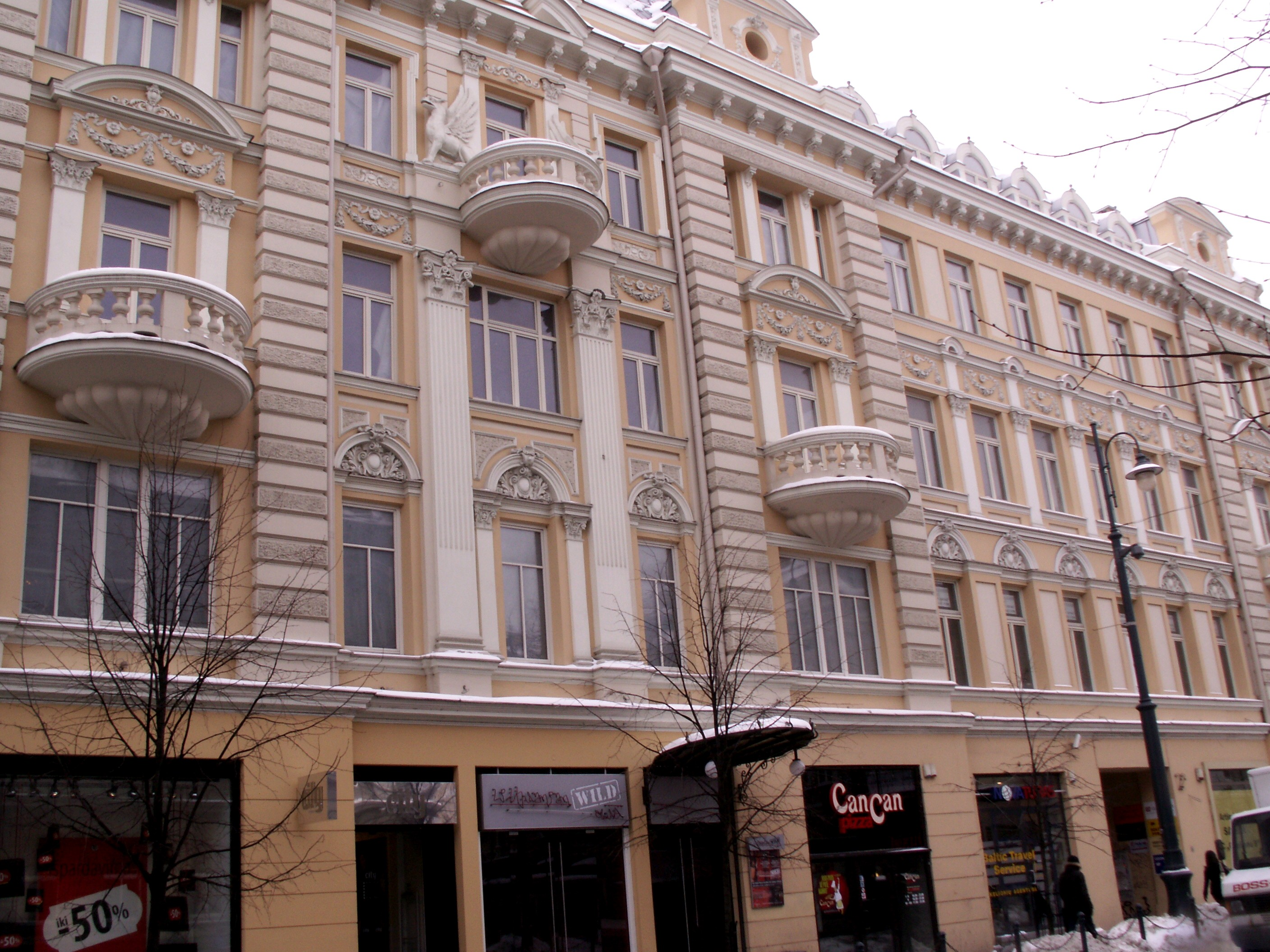
Gedimino 22
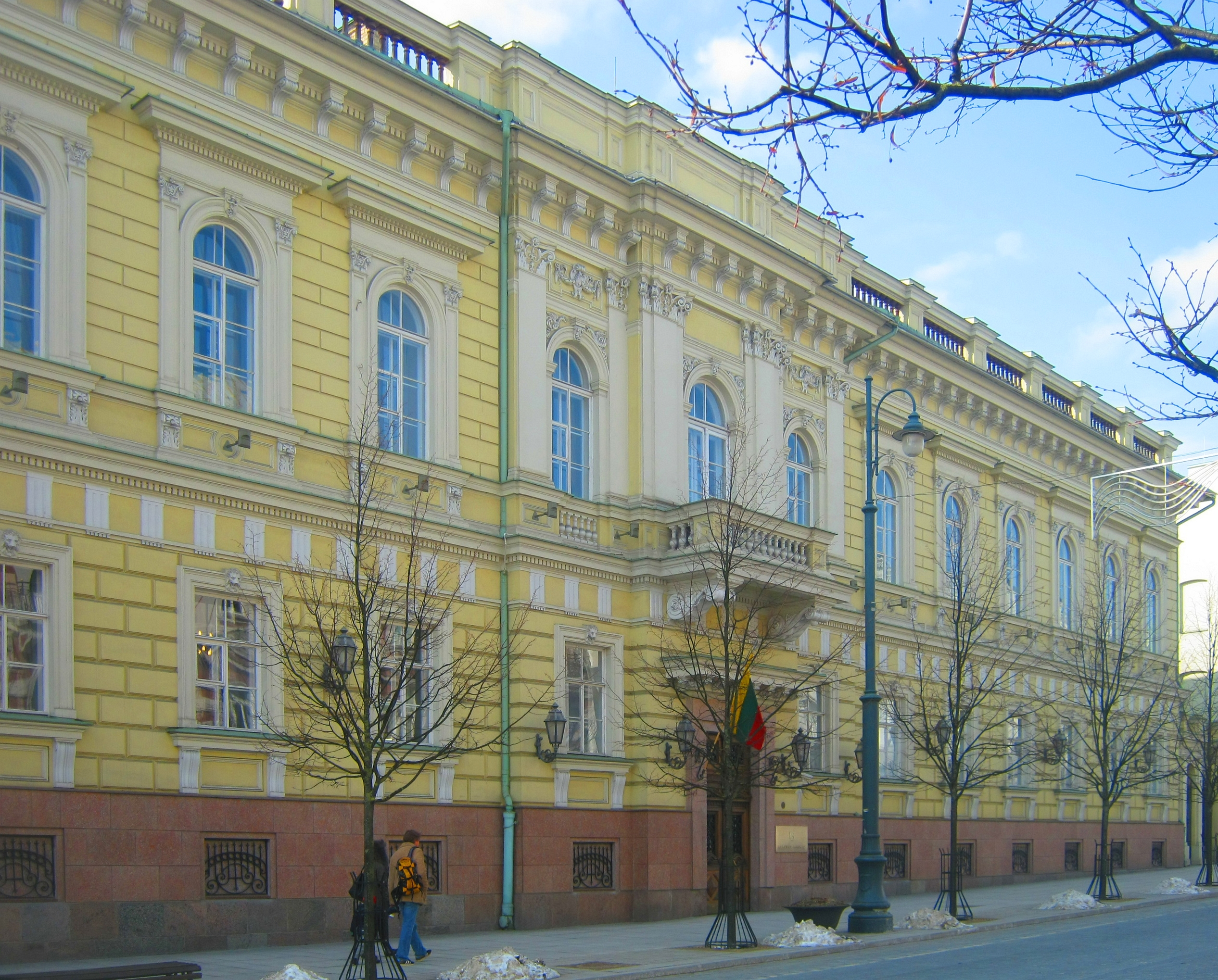
Banca della Lituania
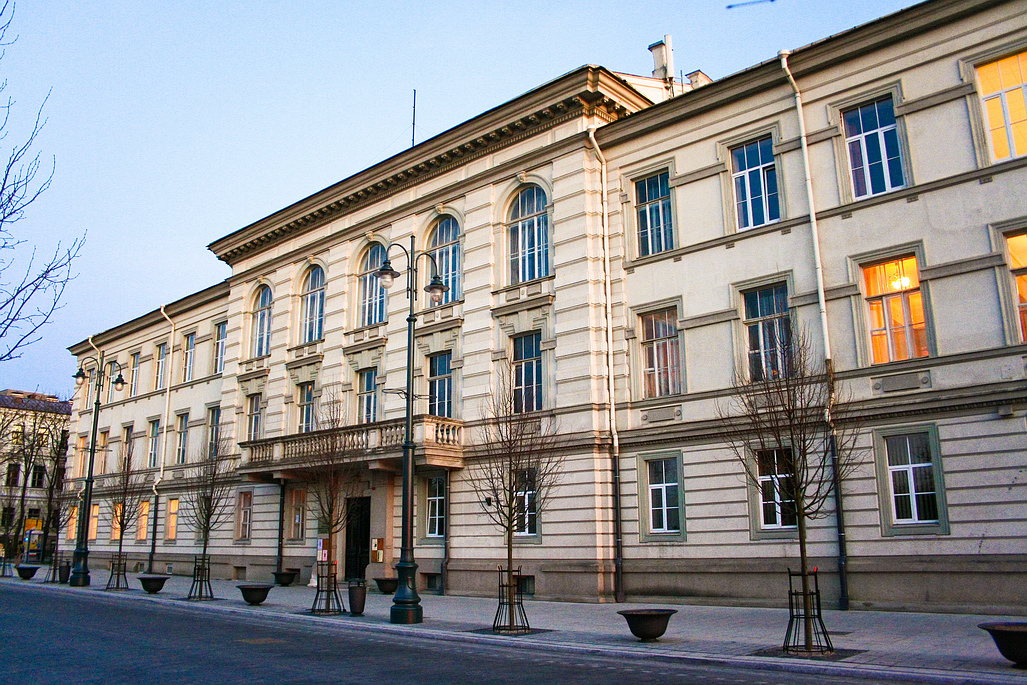
Il palazzo LMTA
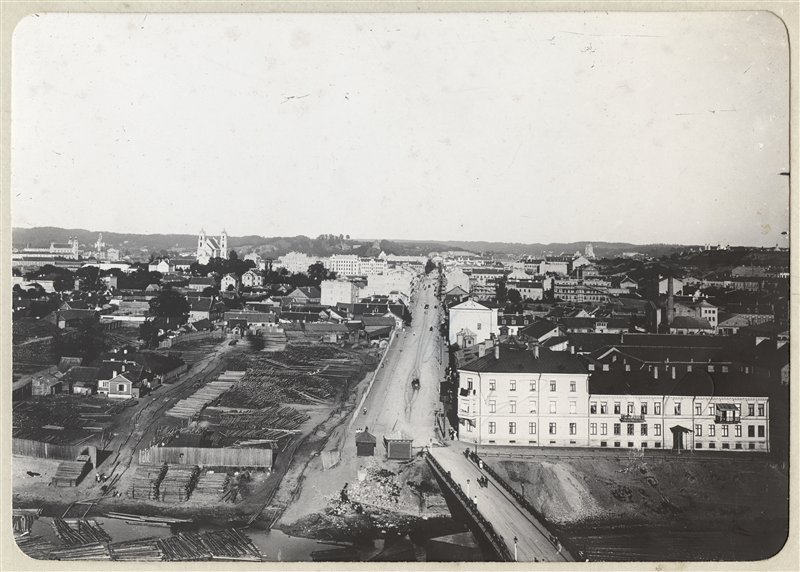
Prospetto di viale San Giorgio del 1900
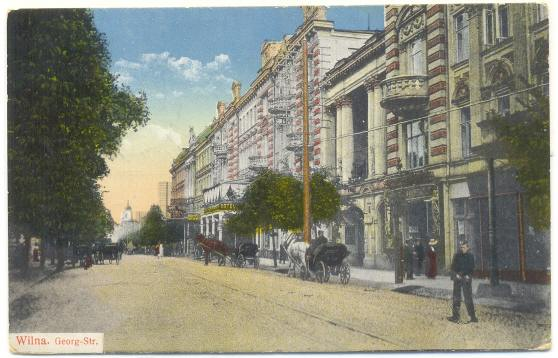
Prospetto del 1912